# Lamproglena cleopatra
Lamproglena cleopatra is een eenoogkreeftjessoort uit de familie van de Lernaeidae. De wetenschappelijke naam van de soort is voor het eerst geldig gepubliceerd in 1957 door Humes.